# مطهرتن
مُطَهَّرَتِنْ ( (بالفارسية: مـطـهـرتــن) (بالتركية: Mutahharten)، ويُعرف أيضًا باسم طاهَرْتِن، كان أمير أرزينجان خلفًا لبير حسين، من عام 1379م حتى وفاته أواخر عام 1403م. كانت إرزينجان يحكمها في السابق أمراء مارسوا الحكم الذاتي باعتبارهم تابعين لدولة بني آرتين. ادعى مطهرتن سيادته على إرزنجان عندما تولى مستقلا عن دولة بني آرتين، الأمر الذي دفع السلطان الأرتيني "علاء الدين علي" (حكم 1366م–1380م) للخروج في حملة عسكرية لاستعادة سلطته على أرزينجان، فصَدَّهُ مطهرتن. بعد "علاء الدين علي" جاء حاكم ضعيف حكم لمدة عام، ثم تولى الحُكم وزيره القاضي برهان الدين (1381م-1398م) الذي أعلن نفسه سلطاناً في نفس المنطقة لمدة ثمانية عشر عاما أخرى ولم يكن من سلالة بني آرتين، وكان مصمماً على استعادة حدود السلطنة السابقة. استمر الصراع طويلا بين القاضي برهان الدين الدين ومطهرتن. عند مجيء تيمورلنك، أقسم مطهرتن الولاء له راضياً وأوقف حملاته في الأناضول، ولكن رحيل تيمورلنك من الأناضول أشعل الصراع بين مطهرتن وبرهان الدين مرة أخرى. وبسبب أن أعداؤه كانوا أقوى منه عادة، أقام مطهرتن تحالفات مع مجموعات مختلفة، ولكنه لم يتردد في الانقلاب على حلفائه السابقين، مثل قبيلة آق قويونلو، عندما رأى ذلك مناسبًا. من ناحية أخرى، كانت علاقات مطهرتن مع إمبراطورية طرابزون ورعاياه المسيحيين ثابتة، حيث كان يفضلهم لمساهمتهم الاقتصادية في مملكته من خلال التجارة.
بعد وفاة القاضي برهان الدين، واجه مطهرتن تهديدًا جديدًا من الدولة العثمانية، عندما طالبه السلطان بايزيد الأول بتسليم أرزينجان له. وبدلاً من ذلك، اعتمد مطهرتن على قوة تيمورلنك ووجد نفسه في خضم الصراع العثماني التيموري. استولى السلطان بايزيد على أرزينجان عام 1401م، وسجن مطهرتن لفترة قصيرة. واصل مطهرتن دعم تيمورلنك حتى توفي أواخر عام 1403م. كانت وفاته إشارة إلى النهاية الوشيكة لإمارة أرزينجان، التي كانت تنتقل في كثير من الأحيان بين آل آق قويونلو ومنافسهم آل قره قويونلو .

## خلفية إمارة أرزينجان ومطهرتن
كانت أرزينجان والمنطقة المحيطة بها تقع جنوب إمبراطورية طرابزون، وهي دولة مسيحية تقع في شمال شرق الأناضول الساحلي (تركيا حاليًا). كانت لإرزينجان روابط تجارية مهمة مع طرابزون على الرغم من أنها ليست جزءًا منها، ولكن لأنها كان يسكنها في الغالب أرمن مسيحيون ولكن يديرها حاكم مسلم .  كان "آخي عاينا" (حكم 1348م-1362م) عضوا محليًا في جماعة "آخي" (بالتركية: ahī) وكان قد اشترى حُكم أرزينجان من سلفه في وقت ما قبل عام 1348م.  ظهر "آخي عينا" لأول مرة عام 1348م باعتباره حاكم محلي تابع "لإريتنا" (بالتركية: Eretna) الذي كان ضابطا إيلخاني سابق قام بعد تفكك الدولة الإلخانية بتأسيس سلطنة ذات سيادة (حكم 1343م-1352م) سُميت لاحقا: إمارة إيريتنا، وفي المراجع العربية: إمارة بني آرتين. بعد وفاة إريتنا عام 1352م، مارس "آخي عاينا" استقلاله وحاول توسيع مجال نفوذه. [4] في يونيو 1362م، ذهب غياث الدين آه عاينا بك في حملة عسكرية إلى جورجيا، واستولى على أخالتسيخه ، وسامتسخه ، وأتسكوري، وطلب من بلدة "مانجليسي" (Manglisi) دفع الجزبة.  في 6 أغسطس 1361م، واصل حملته في منطقة لازيكا، أي الأراضي الشرقية لإمبراطورية طرابزون.  كان آخي عاينا يحكم ثلاث إمارات أخرى في أرضروم، وبايبرد ، وقره حصار. امتدت أراضيه الأساسية من سهل أرزينجان جنوبًا إلى وادي الفرات العلوي بالقرب من تشالتي (بالتركية: Çaltı).  وتوفي في 2-3 يوليو 1362م شهيداً. 
وصل پير حسين (حكم 1362م-1379م) الذي كان في الأصل حاكم قره حصار، إلى أرزينجان في 8 يونيو 1362م وخلف آخي عاينا بك في الحكم. في "تاريخ التقويم" الذي ألفه مؤرخ القرن الرابع عشر أبو بكر قطبي، ورد ذكر پير حسين باعتباره أمير زادة (تترجم حرفيا: ابن الأمير) عقب التصريح بوفاة آخي عاينا، في إشارة إلى احتمال أنه ابن آخي عاينا.  لم يكن صعود پير حسين إلى العرش سهلاً، حيث كانت أرزينجان في خضم حرب أهلية، ولكنه حصل على الاستقلال في 10 يوليو،  بعد أن اشتبك مع الأمراء المعارضين لحكمه، الذين فروا في النهاية إلى بايبورت وتيركان. [10] وفي 11 سبتمبر، سيطر بشكل مباشر على بايبورت بعد حصار دام 32 يومًا.  وعلى الرغم من أنه وُجدت حديثا عملة مسكوكة في أرزينجان للسلطان الآرتيني "علاء الدين علي" يعود تاريخها إلى عام 1366م مما يدل على استمرار تبعية أرزينجان والولاء والطاعة، إلا أنه من المرجح أن پبير حسين مارس حُكما ذاتياً كبيرا، خاصة بعد الفراغ السياسي المؤقت الناجم عن وفاة غياث الدين محمد الأول (حكم 1352م-1354، ثم 1355م-1365م) في عام 1365م، وهو الحاكم الذي كان قبل "علاء الدين علي". ومع ذلك، لا توجد أي روايات كافية عن بقية فترة حكمه حتى وفاته عام 1379م. 
بينما تذكر المصادر العثمانية المبكرة أن مطهرتن كان من أصل تتري،  في كتاب التاريخ الفارسي "بازم ورزم" (Bazm u Razm) ومعناه "الولائم والمعارك"، أشار إليه استرابادي على أنه ابن شقيق إريتنا ،  الذي كان من أصل أويغوري.  يعرّف المؤرخ جوده (Göde) والد مطهرتن وشقيق إريتنا على أنه "بُراق بك" (Burak Beg).  وبحسب قوله، تزوج بُراق بك من ابنة ظاهر الدين طاهرتن أمير أرزنجان في ذلك الوقت، بموافقة إريتنا، الذي عينت بُراق فيما بعد أميرًا على أرزنجان في تاريخ غير معروف لنا. 

## تولي السلطة والحرب معبني آرتين
تولى مطهرتن السلطة بعد وفاة پير حسين عام 1379م. فأصدر عملاته المعدنية الخاصة وقرأ الخطبة باسمه كإعلان لسيادته.  في صيف عام 1379م، ضغط أقطاب السلطنة الآرتينية على "علاء الدين علي" لإعلان الحرب على مطهرتن، مؤكدين على الروابط التاريخية بين إرزينجان والأسرة الآرتينية. على الرغم من أن الوزير الآرتيني قاضي برهان الدين عارض ذلك بحملة عسكرية فورية، إلا أن "علاء الدين علي" بدأ بالمسير نحو أرزينجان.  أرسل مطهرتن سفارة إلى سيواس، حيث يقع المقر العسكري الآرتيني، للإشارة إلى أنه على استعداد لمنحهم السيطرة على أرزينجان، خوفًا من التأثير الاقتصادي للحرب. ولم تكن المهمة الدبلوماسية غير حاسمة، فوقعت معركة دامية. واجه مطهرتن هزيمة وانسحب، لكنه ظل يقاوم الخضوع للحكم الآرتيني، وطلب المساعدة من القوى الخارجية، مثل إمارة ذو القدر وإمارة آق قويونلو، الذين أرسلوا جيشًا كبيرًا إلى إرزينجان.  هزمت قوات آق قويونلو الأمير الآرتيني جُنَيْد المُكلف باعتراض التعزيزات القادمة إلى مطهرتن، وأسرته، مما أدى إلى رفع الروح المعنوية لقوات مطهرتن. واجه الآرتينيون خسارة كبيرة، وانسحب "علاء الدين علي" إلى سيواس. وبأمر من مطهرتن، قام تابعه حاكم أرضروم الأمير أوردو شاه (Ordu Shah) باعتقال أصفهان شاه خاتون جدَّة "علاء الدين علي"، التي كانت في طريقها إلى سيواس قادمة من بغداد. وعلى الرغم من إطلاق سراحها في النهاية، إلا أن هذا أدى إلى تعميق العداء بين مطهرتن والآرتينيين. 

## الحرب الأولى معالقاضي برهان الدين
صعد القاضي برهان الدين ( حكم 1381م–1398م) إلى السلطة بصفته الوصي على عرش الطفل "محمد الثاني چلبي" (حكم 1980م-1981م) الذي خلف "علاء الدين علي". كان برهان الدين يهدف إلى إعادة فرض السلطة على المنطقة، ولهذا السبب سارع مطهرتن بعقد تحالفات مع منافسي برهان الدين وغيرهم من المطالبين بالعرش الآرتيني، مثل شادجيلدي (Shadgeldi) أمير أماسية (حكم 1359م-1381م). وفوق ذلك، أقام علاقات ودية مع العديد من أتباع برهان الدين، مثل مالك أحمد من قره حصار وذا النُّون (Zannun) من "كويول حصار". تعززت العلاقات مع ذا النُّون من خلال زواجه بأخت مطهرتن. وبينما كان شادجيلدي يُحاصر توقاد، اندفع مطهرتن وذا النُّون إلى أراضي برهان الدين. ولكن، هُزم ذا النُّون وقوته المكونة من 2000 جندي في النهاية على يد برهان الدين.  أرسل مطهرتن سفارة إلى برهان الدين يُطالبه بإعادة العرش إلى نجل "علاء الدين علي"، محمد الثاني چلبي، الذي كان صغيرًا جدًا على الحكم. كان هذا إعلانًا ضمنيًا لمطالبة مطهرتن بالعرش الآرتيني.  سجن برهان الدين سفارة مطهرتن، الأمر الذي دفع مطهرتن إلى تغيير موقفه، وأرسل اعتذارات وعرض التحالف بدلاً من ذلك. أطلق القاضي برهان الدين سراح سفارة مطهرتن، ولكنه أرسل رأس شادجيلدي إلى إرزينجان عام 1381م كتحذير منه بعدما انتصر عليه في ساحة المعركة. وفي العام نفسه، أعلن القاضي برهان الدين رسميًا سلطنته. 
خرج مطهرتن في حملة أخرى على سيواس متحالفًا مع العديد من زعماء المغول والتركمان. اشتبه مطهرتن في صهره وحليفه السابق ذا النُّون، فأعدمه وذبح سكان كويول حصار(Koyulhisar)، ثم بدأ بمداهمة سيواس في صيف وربيع عام 1382م بمساعدة قبيلة بارامباي (Barambay) المغولية.  تعامل برهان الدين مع منافسيه في المنطقة الشمالية حول أماسية وتوقاد ومدينة عثمانجك حتى ربيع عام 1383م. وعندما ظهرت سلطته في المنطقة وبدأ صراع داخلي بين المتمردين، ركز على صراعه شرقا ضد مطهرتن،  الذي تلقى مساعدة قبيلة آق قويونلو، برئاسة أحمد آق قويونلو (حكم 1389م–1403م)، وقاد هجومًا مشتركًا ناجحًا في البداية. وعلى العكس من ذلك، وصل برهان الدين إلى إرزينجان ودمر أجزاء من المدينة بالأرض لكنه لم يتمكن من الاستيلاء على المدينة مع دخول شتاء 1384م-1385م.  كانت عودة برهان الدين إلى سيواس بمثابة نهاية للحرب الطويلة بينه وبين مطهرتن، واتفقوا على الاعتراف بسيادة بعضهم البعض والامتناع عن التدخل في العلاقات الداخلية لبعضهم البعض. واضطر مطهرتن أيضًا إلى إرسال مساعدات عسكرية إلى القاضي برهان الدين في أوقات الحرب. 

## ظهور تيمورلنك
في أواخر عام 1386م، ظهر تيمورلنك (حكم 1370م–1405م)، أحد أمراء الحرب المغول الأتراك، حاول استحضار إرث جنكيز خان، وقام بغزو غرب إيران وكان يخطط لغزو المرتفعات الأرمنية من معسكره العسكري في قره باغ . أرسل مطهرتن عائلته إلى قره حصار تحت حماية مالك أحمد، وأخلى سكان إرزينجان منازلهم. عندما وصلت سفارة تيمورلنك إلى إرزينجان، وافق مطهرتن بسرعة على الامتناع عن الانضمام إلى قوات المعارضة والالتزام بحكم تيمورلنك، مما قلل من مخاوفه من هجوم تيمورلنك المباشر.  اعترف تيمورلنك بسلطة وممتلكات مطهرتن من خلال تبادل الهدايا. وعلى الرغم من أن مطهرتن أوقف حملاته في الأناضول خلال هذا الوقت، إلا أن وجود تيمورلنك كان مفضلاً لديه ولدى غيره من أعداء برهان الدين. 
عندما تحول تركيز تيمورلنك عن المنطقة، استخدم مطهرتن تركمان قره قويونلو الذين لجأوا إلى أراضيه في حملة عسكرية على أراضي برهان الدين، مستغلًا غياب برهان الدين أثناء تعامله مع الإمارات التركمانية المحلية إلى الشمال. عاد برهان الدين إلى سيواس عندما علم أن مطهرتن كان يزحف بجيشه هناك، مما دفع مطهرتن إلى إيقاف الحملة في شتاء 1387م-1388م لأنه لا يريد مواجهة برهان الدين مباشرة. إلا أن برهان الدين بدأ الاستعدادات لإخضاع مطهرتن، ففي عام 1387م، أبلغ مطهرتن السلطان المملوكي برقوق (حكم 1382م-1389م) أن برهان الدين تحالف مع تيمورلنك، فخرج في حملة عسكرية مشتركة مع المماليك على سيواس استمرت حتى انسحاب المماليك من المنطقة في عام 1389م. 
كسر مطهرتن التحالف مع آق قويونلو عند وفاة قطلوغ (1362م–1389م) وخلافة ابنه أحمد (1389م-1403م). كانت قوة مطهرتن أضعف في ساحة المعركة، وهذا ما دفعه إلى الاستعانة بقره محمد (1380م–1389م) من قبيلة قره قويونلو، والذين ما لبثوا أن حاصروا قوات آق قويونلو التي لجأت إلى برهان الدين. بعد فترة وجيزة، خطط مطهرتن وقرة يوسف (1389م–1420م)، وابن قره محمد وخليفته لحرب كبرى على آق قويونلو، ولكنهم هُزموا بالقرب من إندريس (Endris)، وتم القبض على قره يوسف، بينما فرَّ مطهرتن إلى إرزينجان واستعد لهجوم مضاد في شمسات (Shamsat) الواقعة بين هاربوت وبايبورت ثم عاد إلى منطقة آق قويونلو وتمركز جيشه على الضفة اليمنى لنهر مراد بالقرب من بلدة جولوشكرد (Gulushkerd)، في مواجهة قوات آق قويونلو على الجانب الآخر. وعلى الرغم من أن أحمد آق قويونلو أراد أن يتصالح مع مطهرتن، الذي تزوجته ابنته، إلا أن مطهرتن هُزِم للمرة الثانية على يد شقيق أحمد، قره يولوق (1378م-1435م). 
عند ورود أنباء عن حملة أخرى لتيمورلنك في 1393م-1394م، أكد مطهرتن من جديد ولائه له، وعمل سفيراً أثناء حصار تيمورلنك لأفنيك. مؤلف كتاب بازم رازم ، استرابادي Astarabadi، الذي كان معاديًا لمطهرتن، وصف أفعاله خلال هذه الفترة بالأفعال الجبانة. وزعم الاسترابادي أن مطهرتن توقف عن إدارة منطقته تمامًا. بعد تقبيل رِكاب تيمورلنك، قام مطهرتن بتغيير الاسم الموجود على عملاته المعدنية وأقام الخطبة إلى اسم تيمورلنك وحاول استفزازه لغزو كل الأناضول وسوريا.  ومع ذلك، عندما غادر إلى جورجيا لإخضاع توقتمش من القبيلة الذهبية (1379م–1380م، 1380م–1396م)، ترك تيمورلنك مطهرتن دون موالين له. 

بعدها، استولى برهان الدين على حصون إزدبير (Ezdebir) وسيس (Sis) وبرتولوش (Burtulush) انتقامًا لولاء مطهرتن لتيمورلنك. ولكن بعدما غادر إلى سيواس، خانه حراس هذه الحصون وسلموها مرة أخرى لمطهرتن. دمر برهان الدين منطقة إرزينجان لمدة شهر كامل بدعم من أحمد آق قويونلو، ومنح آق قويونلو المنطقة المحيطة ببايبورت.  في 27 أكتوبر 1395م، اشتبك مطهرتن مع برهان الدين في پولور (Pulur). وعلى الرغم من خروج مطهرتن منتصرًا هناك، إلا أن برهان الدين واصل ملاحقته لمطهرتن، حتى قُتل برهان الدين نفسه على يد قره يولوق في 14 يوليو 1398م. 

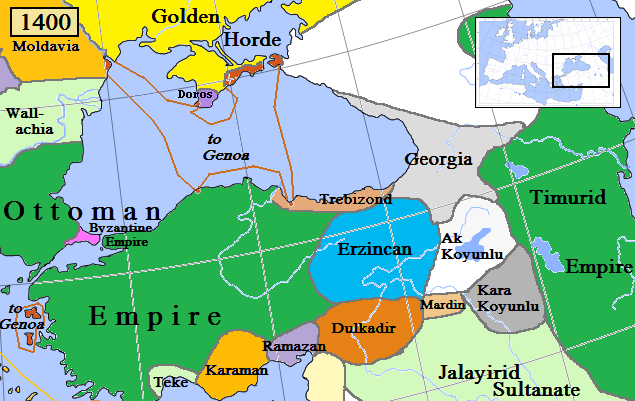
الخريطة السياسية للأناضول، حوالي عام 1400م

## العلاقات مع طرابزون والمسيحيين
ابتداءً من عام 1379م على أبعد تقدير، كانت إمارة إرزينجان هي الجارة الوحيدة لإمبراطورية طرابزون، باستثناء إمارة الحاج أمير وبدو الشيپني (Chepni) بالقرب من وادي فيلابونيتس (Philabonites) إلى الشمال الغربي. وكانت إمارة قره حصار جنوب غربيّ تشالديا (Chaldia) تابعة لمطهرتن، بينما كانت الحدود بين مطهرتن وطرابزون تمتد حتى لازيكا.  وبحسب كتاب ديار بكرية، فإن مطهرتن فرض الخراج (الضريبة الزراعية الإسلامية) على طرابزون. ومن المحتمل أن الإمبراطورية كانت تعتمد على إرزينجان في شؤون الأمن والتجارة. تفتقر سجلات المؤرخ الطرابزوني مايكل پاناريتوس (Michael Panaretos) في الفترة من 1380م إلى 1390م إلى أي ذكر للاشتباكات مع الأتراك، بخلاف حملة الإمبراطور ألكسيوس الثالث ( 1349م–1390م) على نهر تشيپني (Chepni)، وعلى الأرجح لأنه لم تكن هناك صراعات حدودية مباشرة، واستمرت التجارة عبر طرابزون. لذلك، كان زواج مطهرتن من إحدى بنات الإمبراطور بمثابة تعويض له عن الحماية التي قدمها لهم. 
حوالي عام 1400م، أبلغ مسلمون من مدينة إرزينجان ذات الأغلبية المسيحية لتيمورلنك أن مطهرتن يحب السكان المسيحيين أكثر مما يحبونه. وردًا على استفسار تيمورلنك حول هذه الشكاوى، وافق مطهرتن صراحةً على أنه يفضل المسيحيين بشكل خاص لصالح التجارة. أمر تيمورلنك كاهن أرثوذكسي يوناني صاحب نفوذ من إرزينجان بأن يعتنق الإسلام. وعندما قاومه الكاهن، أمر تيمورلنك بقتل مسيحيي إرزينجان بشكل كامل. قام مطهرتن بإلغاء الأمر بدفع 9000 آقجة (aspers) له. 

## الصراع العثماني التيموري
ضم السلطان العثماني بايزيد الأول (1389م–1402م) سيواس عام 1398م وطالب مطهرتن بقبول سيادته. ولكن بدلًا من ذلك، اعتمد مطهرتن على تيمورلنك الذي لم يتمكن من حل النزاع حول أرزينجان دبلوماسيًا، فغزا سيواس بنفسه في أغسطس 1400م. لم يتوانى السلطان بايزيد عن الرد، وتقدم حتى إرزينجان عام 1401م وأسر مطهرتن  وزوجته الطرابزونية،  لكنه أطلق سراحه في النهاية وأعاده كحاكم عندما لم يكن أداء قره يوسف، الذي منحه السيطرة على المكان، جيدًا مع السكان المحليين.  عمل مطهرتن مؤقتًا كوسيط بين العثمانيين والتيموريين، لكنه سرعان ما شارك في حملة الأناضول التي قام بها تيمورلنك والتي شكلت في نهايتها ضربة كبيرة للعثمانيين في معركة أنقرة. 

توفي مطهرتن أواخر عام 1403م،  ولم يكن لديه أبناء ذكور على قيد الحياة.  كانت وفاته بمثابة السنوات الأخيرة لإمارة إرزينجان كإمارة المستقلة. حكم حفيده يار علي بين عامي 1403م-1410م و 1420م-1425م، ولكن الإمارة لم تستمر بعد ذلك، وسرعان ما ساد الصراع المستمر بين القوتين الأقوى: آق قويونلو وقره قويونلو للسيطرة على إرزينجان. 

## فهرس
- Bryer، Anthony (1975). "Greeks and Türkmens: The Pontic Exception". Dumbarton Oaks Papers. ج. 29: 113–150. ISSN:0070-7546. مؤرشف من الأصل في 2024-06-04. اطلع عليه بتاريخ 2023-12-19.
- Göde, Kemal (1994). Eratnalılar, 1327-1381 (بالتركية). Turkish Historical Society Press. ISBN:9751606128. OCLC:31737254.
- Shukurov، Rustam [بالروسية] (يونيو 1994). "Between Peace and Hostility: Trebizond and the Pontic Turkish Periphery in the Fourteenth Century". Mediterranean Historical Review. Routledge. ج. 9 ع. 1: 20–72. DOI:10.1080/09518969408569663. ISSN:0951-8967.
- Sinclair, T. A. [في ويكي بيانات] (31 Dec 1989). Eastern Turkey: An Architectural & Archaeological Survey (بالإنجليزية). Pindar Press. Vol. II. ISBN:978-0-907132-33-2. OCLC:16887803. Archived from the original on 2023-10-25.
- Yücel, Yaşar [بالتركية] (Oct 1971). "Mutahharten ve Erzincan Emirliği" [Mutahharten and the Emirate of Erzincan]. Belleten (بالتركية). 35 (140): 665–719. ISSN:2791-6472. Archived from the original on 2024-05-29. Retrieved 2023-12-19.